# Prisojni Orah
Prisojni Orah este un sat din comuna Plužine, Muntenegru. Conform datelor de la recensământul din 2003, localitatea are 81 de locuitori (la recensământul din 1991 erau 104 locuitori).

## Demografie
În satul Prisojni Orah locuiesc 74 de persoane adulte, iar vârsta medie a populației este de 54,0 de ani (49,2 la bărbați și 59,1 la femei). În localitate sunt 29 de gospodării, iar numărul mediu de membri în gospodărie este de 2,79.
Această localitate este populată majoritar de sârbi (conform recensământului din 2003).
|  |

| Demografie | Demografie | Demografie |
| An         | Locuitori  | Locuitori  |
| ---------- | ---------- | ---------- |
|            |            |            |
|            |            |            |
|            |            |            |
|            |            |            |
| 1948       | 202        |            |
| 1953       | 228        |            |
| 1961       | 231        |            |
| 1971       | 205        |            |
| 1981       | 169        |            |
| 1991       | 104        | 104        |
| 2003       | 81         | 81         |

| \| Componența etnică conform recensământului din 2003[2] \| Componența etnică conform recensământului din 2003[2] \| Componența etnică conform recensământului din 2003[2] \| Componența etnică conform recensământului din 2003[2] \| Componența etnică conform recensământului din 2003[2] \| \| ----------------------------------------------------- \| ----------------------------------------------------- \| ----------------------------------------------------- \| ----------------------------------------------------- \| ----------------------------------------------------- \| \| \| \| \| \| \| \| Sârbi \| Sârbi \| \| 64 \| 79,01% \| \| Muntenegreni \| Muntenegreni \| \| 16 \| 19,75% \| \| necunoscută \| necunoscută \| \| 0 \| 0% \| |              |  |    |        |
| Componența etnică conform recensământului din 2003 |              |  |    |        |
| |              |  |    |        |
| Sârbi | Sârbi        |  | 64 | 79,01% |
| Muntenegreni | Muntenegreni |  | 16 | 19,75% |
| necunoscută | necunoscută  |  | 0  | 0%     |